# Elsa Munktell-Kylberg
Elsa Signe Margareta Munktell-Kylberg, född 8 april 1917 i Skellefteå, död 15 juli 2004 i Nacka församling, var en svensk målare. 
Hon var dotter till provinsialläkaren Nils Thorsten Theofron Munktell och Signe Dagmar Cordelia Strömbom och från 1945 gift med Ulv Erik Hugo Kylberg. Hon studerade vid Konsthögskolan i Stockholm 1938–1944 samt under studieresor till ett stort antal länder i Europa. Separat ställde hon ut på Louis Hahnes konstsalong i Stockholm 1946 och tillsammans med sin man ställde hon ut på Borås konsthall 1951. Hon medverkade i samlingsutställningar arrangerade av Sveriges allmänna konstförening. Bland hennes offentliga arbeten märks en bronsrelief för Bolinder-Munktell i Eskilstuna och tillsammans med Helga Henschen utförde hon en större väggmålning i Ängbybiografen vilken senare förändrats genom påmålningar då biografen byggdes om till Filadelfiakyrka. Som illustratör illustrerade hon bland annat delar av All världens berättare. Hennes konst består av figurkompositioner och landskapsmålningar utförda i olja samt mosaikarbeten. 
Munktell-Kylberg är representerad vid bland annat Kalmar konstmuseum.